# Maillé (Vendée)
Maillé település Franciaországban, Vendée megyében. Lakosainak száma 757 fő (2022. január 1.). Maillé La Ronde, Taugon, Damvix, Doix-lès-Fontaines, Maillezais és Vix községekkel határos.

## Népesség
A település népességének változása:
| Lakosok száma | 764  | 768  | 785  | 760  | 754  | 749  | 751  | 752  | 757  |
|               | 2013 | 2015 | 2016 | 2017 | 2018 | 2019 | 2020 | 2021 | 2022 |